# Liste der Nengō
Nengō sind Bezeichnungen für eine Ära nach japanischer Zeitrechnung.
Vor 645 folgte die Jahreszählung der Thronbesteigung des jeweiligen Herrschers. Die Tennō mindestens bis Nintoku sind jedoch legendär. Die Jahreszählungen bis Suiko sind nur traditionell überkommen und, außerhalb der ältesten Reichschroniken, kaum wissenschaftlich belegbar.
In der Tabelle ist das Jahr nach dem gregorianischen Kalender angegeben, in dem die Ära startete.
Um aus dem japanischen Jahr das Jahr nach dem gregorianischen Kalender zu ermitteln, sucht man in der Liste das erste Jahr des nengō (= Ära-Name), zieht 1 ab und addiert die japanische Jahreszahl. Zum Beispiel ist das 23. Jahr der Shōwa-Ära (Shōwa 23) nach westlichem Kalender 1926 – 1 + 23 = 1948.

## Thronbesteigungen ohne Nengō
- 660 v. Chr. 神武 Jimmu
- 581 v. Chr. 綏靖 Suizei
- 549 v. Chr. 安寧 Annei
- 510 v. Chr. 懿徳 Itoku
- 475 v. Chr. 孝昭 Kōshō
- 392 v. Chr. 孝安 Kōan
- 290 v. Chr. 孝霊 Kōrei
- 214 v. Chr. 孝元 Kōgen
- 157 v. Chr. 開化 Kaika
- 97 v. Chr. 崇神 Sujin
- 29 v. Chr. 垂仁 Suinin
- 71 景行 Keikō
- 131 成務 Seimu
- 192 仲哀 Chūai
- 270 応神 Ōjin
- 313 仁徳 Nintoku
- 400 履中 Richū
- 406 反正 Hanzei
- 411 允恭 Ingyō
- 453 安康 Ankō
- 456 雄略 Yūryaku
- 480 清寧 Seinei
- 485 顕宗 Kenzō
- 488 仁賢 Ninken
- 498 武烈 Buretsu
- 507 継体 Keitai
- 531 安閑 Ankan
- 536 宣化 Senka
- 540 欽明 Kinmei
- 572 敏達 Bidatsu
- 585 用明 Yōmei
- 587 崇峻 Sushun
- 593 推古 Suiko
- 629 舒明 Jomei
- 642 皇極 Kōgyoku
- 655 斉明 Saimei
- 662 天智 Tenji
- 672 弘文 Kōbun
- 673 天武 Temmu
- 686 持統 Jitō
- 697 文武 Mommu

## Nengō

### Asuka-Zeit
- 645 大化 Taika
- 650 白雉 Hakuchi
- 654 廃止 abgeschafft
- 686 朱鳥 Shuchō auch Suchō
- 686 廃止 abgeschafft
- 701 大宝 Taihō auch Daihō
- 704 慶雲 Keiun
- 708 和銅 Wadō

### Nara-Zeit
11. März 708: Anordnung zum Umzug in den Heijō-kyō durch Kaiserin Gemmei (erfolgte 710). Beginn der Nara-Zeit.
- 715 霊亀 Reiki
- 717 養老 Yōrō
- 724 神亀 Jinki
- 729 天平 Tempyō auch Tenbyō oder Tenhei
- 749 天平感宝 Tempyō-Kampō (ab 14. Tag, 4. Monat; Anlass: erster Goldfund in Japan)
- 749 天平勝宝 Tempyō-Shōhō (ab 19. Tag, 8. Monat; Regierungsantritt Kōken)
- 757 天平宝字 Tempyō-Hōji
- 765 天平神護 Tempyō-Jingo
- 767 神護景雲 Jingo-Keiun
- 770 宝亀 Hōki
- 781 天応 Ten’ō
- 782 延暦 Enryaku

### Heian-Zeit
18. November 794 Kammu Tennō bezieht den Kaiserpalast Kyōto. Beginn der Heian-Zeit.
- 806 大同 Daidō
- 810 弘仁 Kōnin
- 824 天長 Tenchō
- 834 承和 Jōwa auch Shōwa oder Sōwa
- 848 嘉祥 Kachō auch Kajō
- 851 仁寿 Ninju
- 854 斉衡 Saikō
- 857 天安 Ten’an auch Tennan
- 859 貞観 Jōgan
- 877 元慶 Gangyō auch Gankyō oder Genkei
- 885 仁和 Ninna
- 889 寛平 Kanpyō
- 898 昌泰 Shōtai
- 901 延喜 Engi
- 923 延長 Enchō
- 931 承平 Jōhei auch Shōhei
- 938 天慶 Tengyō auch Tenkyō oder Tenkei
- 947 天暦 Tenryaku
- 957 天徳 Tentoku
- 961 応和 Ōwa
- 964 康保 Kōhō
- 968 安和 Anna auch Anwa
- 970 天禄 Tenroku
- 973 天延 Ten’en
- 976 貞元 Jōgen
- 978 天元 Tengen
- 983 永観 Eikan
- 985 寛和 Kanna auch Kanwa
- 987 永延 Eien
- 988 永祚 Eiso
- 990 正暦 Shōryaku oder Jōryaku oder Shōreki
- 995 長徳 Chōtoku
- 999 長保 Chōhō
- 1004 寛弘 Kankō
- 1012 長和 Chōwa
- 1017 寛仁 Kannin
- 1021 治安 Jian
- 1024 万寿 Manju
- 1028 長元 Chōgen
- 1037 長暦 Chōryaku
- 1040 長久 Chōkyū
- 1044 寛徳 Kantoku
- 1046 永承 Eishō oder Eijō oder Yōjō
- 1053 天喜 Tengi
- 1058 康平 Kōhei
- 1065 治暦 Jiryaku
- 1069 延久 Enkyū
- 1074 承保 Jōhō
- 1077 承暦 Jōryaku oder Shōryaku oder Shōreki
- 1081 永保 Eihō
- 1084 応徳 Ōtoku
- 1087 寛治 Kanji
- 1094 嘉保 Kahō
- 1097 永長 Eichō (oftmals falsch als 1096 umgerechnet: julianische Daten 3. Januar – 27. Dezember 1097[1])
- 1097 承徳 Jōtoku oder Shōtoku
- 1099 康和 Kōwa
- 1104 長治 Chōji
- 1106 嘉承 Kajō oder Kashō oder Kasō
- 1108 天仁 Tennin
- 1110 天永 Ten’ei
- 1113 永久 Eikyū
- 1118 元永 Gen’ei
- 1120 保安 Hōan
- 1124 天治 Tenji
- 1126 大治 Daiji oder Taiji
- 1131 天承 Tenshō oder Tenjō
- 1132 長承 Chōshō oder Chōjō
- 1135 保延 Hōen
- 1141 永治 Eiji
- 1142 康治 Kōji
- 1144 天養 Ten’yō
- 1145 久安 Kyūan
- 1151 仁平 Ninpei oder Ninpyō
- 1154 久寿 Kyūju
- 1156 保元 Hōgen
- 1159 平治 Heiji
- 1160 永暦 Eiryaku
- 1161 応保 Ōhō
- 1163 長寛 Chōkan
- 1165 永万 Eiman
- 1166 仁安 Ninnan
- 1169 嘉応 Kaō
- 1171 承安 Jōan oder Shōan
- 1175 安元 Angen
- 1177 治承 Jishō oder Jijō
- 1181 養和 Yōwa
- 1182 寿永 Juei
- 1184 元暦 Genryaku
- 1185 文治 Bunji
- 1190 建久 Kenkyū

### Kamakura-Zeit
21. August 1192 Offizielle Ernennung Minamoto Yoritomos zum Shogun. Beginn des Kamakura-Shōgunats.
- 1199 正治 Shōji
- 1201 建仁 Kennin
- 1204 元久 Genkyū
- 1206 建永 Ken’ei
- 1207 承元 Jōgen
- 1211 建暦 Kenryaku
- 1213 建保 Kenpō
- 1219 承久 Jōkyū
- 1222 貞応 Jōō
- 1224 元仁 Gennin
- 1225 嘉禄 Karoku
- 1227 安貞 Antei
- 1229 寛喜 Kanki oder Kangi
- 1232 貞永 Jōei
- 1233 天福 Tenpuku
- 1234 文暦 Bunryaku
- 1235 嘉禎 Katei
- 1238 暦仁 Ryakunin (30. Dezember 1238 bis 13. März 1239, das kürzeste nengō[2])
- 1239 延応 En’ō
- 1240 仁治 Ninji
- 1243 寛元 Kangen
- 1247 宝治 Hōji
- 1249 建長 Kenchō
- 1256 康元 Kōgen
- 1257 正嘉 Shōka
- 1259 正元 Shōgen
- 1260 文応 Bun’ō
- 1261 弘長 Kōchō
- 1264 文永 Bun’ei
- 1275 建治 Kenji
- 1278 弘安 Kōan
- 1288 正応 Shōō
- 1293 永仁 Einin
- 1299 正安 Shōan
- 1302 乾元 Kengen
- 1303 嘉元 Kagen
- 1307 徳治 Tokuji
- 1308 延慶 Enkei oder Enkyō
- 1311 応長 Ōchō
- 1312 正和 Shōwa
- 1317 文保 Bunpō
- 1319 元応 Gen’ō
- 1321 元亨 Genkyō oder Genkō
- 1324 正中 Shōchū
- 1326 嘉暦 Karyaku
- 1329 元徳 Gentoku
- 1331 元弘 Genkō
- 1332 正慶 Shōkyō, auch Shōkei (nur Nordhof)
- 1334 建武 Kenmu

### Muromachi-Zeit
In den nun folgenden Jahren der Namboku-chō-Zeit gab es zwei konkurrierende Kaiserhöfe mit eigener Zählung der Ären.

#### Namboku-chō-Südhof
- 1336 延元 Engen
- 1340 興国 Kōkoku
- 1346 正平 Shōhei
- 1370 建徳 Kentoku
- 1372 文中 Bunchū
- 1375 天授 Tenju
- 1381 弘和 Kōwa
- 1384 元中 Genchū (Genchū 9 wurde nach der Wiedervereinigung der beiden Kaiserhöfe zu Meitoku 3)

#### Namboku-chō-Nordhof
- 1338 暦応 Ryakuō
- 1342 康永 Kōei
- 1345 貞和 Jōwa
- 1350 観応 Kan’ō oder Kannō
- 1352 文和 Bunna
- 1356 延文 Enbun
- 1361 康安 Kōan
- 1362 貞治 Jōji
- 1368 応安 Ōan
- 1375 永和 Eiwa
- 1379 康暦 Kōryaku
- 1381 永徳 Eitoku
- 1384 至徳 Shitoku
- 1387 嘉慶 Kakei
- 1389 康応 Kōō
- 1390 明徳 Meitoku

#### Wiedervereinigung der Höfe
- 1394 応永 Ōei
- 1428 正長 Shōchō
- 1429 永享 Eikyō
- 1441 嘉吉 Kakitsu
- 1444 文安 Bunnan
- 1449 宝徳 Hōtoku
- 1452 享徳 Kyōtoku
- 1455 康正 Kōshō
- 1457 長禄 Chōroku
- 1460 寛正 Kanshō
- 1466 文正 Bunshō
- 1467 応仁 Ōnin
- 1469 文明 Bunmei

#### Sengoku-Zeit
- 1487 長享 Chōkyō
- 1489 延徳 Entoku
- 1492 明応 Meiō
- 1501 文亀 Bunki
- 1504 永正 Eishō
- 1521 大永 Daiei
- 1528 享禄 Kyōroku
- 1532 天文 Tenbun oder Tenmon
- 1555 弘治 Kōji
- 1558 永禄 Eiroku
- 1570 元亀 Genki

### Azuchi-Momoyama-Zeit
- 1573 天正 Tenshō – der Name wurde von Oda Nobunaga vorgeschlagen. Ende des Muromachi-Shogunats am 15. August 1573.
- 1592 文禄 Bunroku
- 1596 慶長 Keichō

### Edo-Zeit
24. März 1603 Ernennung Tokugawa Ieyasus zum Shogun. Beginn des Tokugawa-Shogunats.
- 1615 元和 Genna
- 1624 寛永 Kan’ei
- 1644 正保 Shōhō
- 1648 慶安 Keian
- 1652 承応 Jōō
- 1655 明暦 Meireki
- 1658 万治 / 萬治 Manji
- 1661 寛文 Kanbun
- 1673 延宝 Enpō
- 1681 天和 Tenwa
- 1684 貞享 Jōkyō
- 1688 元禄 Genroku
- 1704 宝永 / 寶永 Hōei
- 1711 正徳 Shōtoku
- 1716 享保 Kyōhō
- 1736 元文 Genbun
- 1741 寛保 Kanpō
- 1744 延享 Enkyō
- 1748 寛延 Kan’en
- 1751 宝暦 / 寳暦 Hōreki
- 1764 明和 Meiwa
- 1772 安永 An’ei
- 1781 天明 Tenmei
- 1789 寛政 Kansei
- 1801 享和 Kyōwa
- 1804 文化 Bunka
- 1818 文政 Bunsei
- 1830 天保 Tempō
- 1844 弘化 Kōka
- 1848 嘉永 Kaei
- 1854 安政 Ansei
- 1860 万延 / 萬延 Man’en
- 1861 文久 Bunkyū
- 1864 元治 Genji
- 1865 慶応 / 慶應 Keiō

### Neuzeit
4. Januar 1868 Demission des letzten Shoguns Tokugawa Yoshinobu und „Rückgabe“ der Macht an den Tennō.
- 1868 明治 Meiji – Kaiser Mutsuhito
- 1912 大正 Taishō – Kaiser Yoshihito
- 1926 昭和 Shōwa – Kaiser Hirohito
- 1989 平成 Heisei – Kaiser Akihito
- 2019 令和 Reiwa – Kaiser Naruhito

Das erste Jahr einer Periode – das sich ja nicht mit dem westlichen Kalender deckt – wird als gannen (元年) bezeichnet. Das heißt z. B. 1989 ist bis zum 7. Januar = Shōwa 64, danach dann Heisei gannen.